# Вестерли (Роуд Ајланд)
Вестерли (енгл. Westerly) је град у округу Вашингтон, у америчкој савезној држави Роуд Ајланд.

## Географија
Вестерли се налази на југозападу округа Вашингтон и представља најзападнији део државе Роуд Ајланд. Западну градницу града чини река Покатук, која представља и границу између држава Конектикат и Роуд Ајланд. Вестерли је познат по бројним плажама на обали Атлантског океана, а у приобаљу се налазе и три слана језера. Површина града износи 76,3 km².
Вестерли обухвата насеља Воч Хил, Мискамикат, Викапог, Брадфорд и Вестерли.

## Демографија
По попису из 2020. године број становника је 23.359, што је 572 (2,45%) становника више него 2010. године.
| Група             | 2000.          | 2010.          |
| Белци             | 16.596 (93,9%) | 16.237 (90,5%) |
| Афроамериканци    | 145 (0,8%)     | 187 (1,0%)     |
| Азијати           | 424 (2,4%)     | 533 (3,0%)     |
| Хиспаноамериканци | 205 (1,2%)     | 582 (3,2%)     |
| Укупно            | 17.682         | 17.936         |